# 美拉蒂锦石鳖
美拉蒂锦石鳖（学名：Onithochiton maillardi），是新石鳖目石鳖科锦石鳖属的一种。主要分布于台湾，常栖息在潮间带岩礁区。